# Pseudocepola taeniosoma
 Pseudocepola taeniosoma és una espècie de peix de la família dels cepòlids i l'única del gènere Pseudocepola.

## Distribució geogràfica
Es troba al Japó.